# Wish That You Were Here (canção de Florence and the Machine)
"Wish That You Were Here'" é uma canção da banda inglesa Florence and the Machine, escrita por Florence Welch, Andrew Wyatt e Emilie Haynie, e lançada pela Island Records via download digital no dia 26 de agosto de 2016 como parte integrante da trilha sonora do filme Miss Peregrine's Home for Peculiar Children, dirigido por Tim Burton. Welch - uma fã de longa data do trabalho de Burton - manifestou interesse em colaborar com ele muito antes da gravação de "Wish That You Were Here", uma vez que compartilhavam temas artísticos semelhantes. Após o lançamento, a composição foi recebida positivamente pelos críticos de música e alcançou o número 128 na UK Singles Chart.

## Antecedentes
Em 2 de julho de 2016, Florence and the Machine tocou no British Summer Time anual em Hyde Park, Londres, marcando o fim da bem-sucedida turnê do grupo em apoio ao seu terceiro álbum de estúdio, How Big, How Blue, How Beautiful. No entanto, o grupo permaneceu relativamente ativo, contribuindo com três músicas, "Too Much Is Never Enough", "I Will Be", e uma versão cover de "Stand by Me", de Ben E. King, para a trilha sonora de Final Fantasy XV. As gravações de Florence and the Machine foram compiladas no EP Songs from Final Fantasy XV em 12 de agosto para download digital.
Mantendo sua tendência de trabalho de trilha sonora, a banda e o diretor de cinema Tim Burton colaboraram na composição de "Wish That You Were Here" para a adaptação cinematográfica de Burton do livro Miss Peregrine's Home for Peculiar Children. Welch tinha sido um grande fã do trabalho de Burton e estava interessado em se juntar a ele muito antes de "Wish That You Were Here", chamando Burton de "espírito afim" que compartilhava seus temas de romance e fantasia sombrias. Para se preparar para compor uma música que complementava o filme, Welch leu a versão original do Lar das Crianças Peculiares.
A música foi parcialmente inspirada, enquanto Florence and the Machine estava no meio de um agitado programa de turnês; Welch comentou, "isso [turnê] tem um custo - um custo de deixar as pessoas que você ama para trás por um ano ou dois. Você meio que sente como se pudesse cantar uma canção ao vento, talvez o vento pudesse levá-la a de uma maneira que você não pode com um texto ou uma chamada. Você só quer enviar o seu amor de uma maneira diferente, de uma forma que de alguma forma alcance o inacessível ".

## Recepção
A crítica de música Rebecca Deczynski descreveu o som de "Wish That You Were Here" como uma combinação de tudo que fez a banda ter sucesso, incluindo "o mesmo choque catártico de percussão que fez de 'Shake It Out' um sucesso instantâneo" e harpas encontradas em 'Cosmic Love'".
Em sua analise para a revista Rolling Stone, Jon Blistein elogiou Welch por "cantar melancolicamente sobre um teclado distante e cordas arrancadas", também observando o "coro bombástico que é tão determinado quanto doloroso".
A crítica de Christine Costello considerou a colaboração entre o grupo e Burton como um dos pares mais interessantes de 2016, afirmando também que "os vocais extravagantes e pop-art de Welch são um cenário perfeito para as cenas infames de árvores, paletas sombrias e submundo de Burton estética muitas vezes capturada em seus filmes".

## Lançamento
"Wish That You Were Here" foi lançado em 26 de agosto de 2016 para download digital com uma imagem-still tirada de O Lar das Crianças Peculiares. É apresentado durante os créditos finais do filme, que estreou nos cinemas em 30 de setembro. A música conseguiu chegar ao número 128 no UK Singles Chart.

## Gráficos
| Gráfico                               | Posição Máxima |
| ------------------------------------- | -------------- |
| Reino Unido (Official Charts Company) | 128            |